# Carnota - Monte Pindo
Carnota - Monte Pindo este o arie protejată (arie specială de conservare — SAC, sit de importanță comunitară — SCI) din Spania întinsă pe o suprafață de 4.673,85 ha, din care 10 % marine.

## Localizare
Centrul sitului Carnota - Monte Pindo este situat la coordonatele 42°53′25″N 9°07′08″W / 42.8902°N 9.1189°V.

## Înființare
Situl Carnota - Monte Pindo a fost declarat sit de importanță comunitară în februarie 1999 pentru a proteja 2 specii de plante și 50 de specii de animale. Situl a fost protejat și ca arie specială de conservare în martie 2014.

## Biodiversitate
Situată în ecoregiunile atlantică și marină Atlantică, aria protejată conține 37 de habitate naturale: Pășuni atlantice udate de apa mării (Glauco-Puccinellietalia maritimae), Cursuri de apă de la nivel de câmpie la nivel montan, cu vegetație Ranunculion fluitantis și Callitricho-Batrachion, Dune mobile cu vegetație embrionară, Matorral arborescenți cu Laurus nobilis, Grohotișuri termofile și vest-mediteraneene, Golfuri mici largi și golfuri puțin adânci, Pante stâncoase silicioase cu vegetație casmofită, Peșteri inaccesibile publicului, Turbării active, Dune de coastă fixe cu vegetație erbacee („dune gri”), Dune cu tufărișuri sclerofile Cisto-Lavenduletalia, Păduri aluvionare cu Alnus glutinosa și Fraxinus excelsior (Alno-Padion, Alnion incanae, Salicion albae), Vegetație anuală la limita mareei, Pajiști uscate europene, Pseudostepă cu ierburi și specii anuale de Thero-Brachypodietea, Faleze cu vegetație de pe coastele atlantice și baltice, Roci stâncoase cu vegetație pionieră de Sedo-Scleranthion sau Sedo albi-Veronicion dillenii, Pajiști cu Molinia pe soluri calcaroase, turboase sau argilos-nămoloase (Molinion caeruleae), Lagune de coastă, Liziere de ierburi înalte hidrofile de câmpie și de nivel montan până la alpin, Mlaștini turboase de tranziție și turbării mișcătoare, Terase mlăștinoase și terase nisipoase neacoperite de apă la reflux, Dune mobile de-a lungul țărmului cu Ammophila arenaria („dune albe”), Bancuri de nisip acoperite în permanență slab de apă marină, Depresiuni intradunale umede, Pajiștile Spartina (Spartinion maritimae), Salicornia și alte specii anuale care populează regiunile mlăștinoase și nisipoase, Pajiști umede mediteraneene cu ierburi înalte de Molinio-Holoschoenion, Păduri de stejar galițio-portugheze cu Quercus robur și Quercus pyrenaica, Depresiuni pe substraturi de turbă de Rhynchosporion, Estuare, Recifuri, Peșteri marine scufundate complet sau parțial, Pajiști umede atlantice temperate cu Erica ciliaris și Erica tetralix, Dune cu vegetație ierboasă Malcolmietalia, Tufărișuri halofile mediteraneene și termo-atlantice (Sarcocornetea fruticosi), Fânețe de joasă altitudine (Alopecurus pratensis, Sanguisorba officinalis).
La baza desemnării sitului se află mai multe specii protejate:
- plante (2): Omphalodes littoralis, Sphagnum pylaesii
- păsări (37): pescăruș albastru (Alcedo atthis), rață mare (Anas platyrhynchos), stârc cenușiu (Ardea cinerea), pietruș (Arenaria interpres), Calidris alba, fugaci de țărm (Calidris alpina), Calidris canutus, caprimulg (Caprimulgus europaeus), prundăraș de sărătură (Charadrius alexandrinus), prundaș gulerat mare (Charadrius hiaticula), chirighiță neagră (Chlidonias niger), erete de stuf (Circus aeruginosus), erete vânăt (Circus cyaneus), erete cenușiu (Circus pygargus), egretă mică (Egretta garzetta), șoim călător (Falco peregrinus), șoimul rândunelelor (Falco subbuteo), cufundar polar (Gavia arctica), cufundar mare (Gavia immer), cufundar mic (Gavia stellata), scoicar (Haematopus ostralegus), sitar de mal nordic (Limosa lapponica), sitar de mâl (Limosa limosa), culic mare (Numenius arquata), Numenius phaeopus, cormoran mare (Phalacrocorax carbo), Phalacrocorax carbo sinensis, bătăuș (Philomachus pugnax), ploier auriu (Pluvialis apricaria), cresteț pestriț (Porzana porzana), Pyrrhocorax pyrrhocorax, chiră mică (Sterna albifrons), chiră de mare (Sterna sandvicensis), turturică (Streptopelia turtur), silvie de tufiș (Sylvia undata), fluierar cu picioare verzi (Tringa nebularia), fluierarul cu picioare roșii (Tringa totanus)
- amfibieni (2): Chioglossa lusitanica, Discoglossus galganoi
- mamifere (4): vidră de râu (Lutra lutra), liliacul mare cu potcoavă (Rhinolophus ferrumequinum), liliacul mic cu potcoavă (Rhinolophus hipposideros), delfin mare (Tursiops truncatus)
- nevertebrate (5): croitorul mare al stejarului (Cerambyx cerdo), Coenagrion mercuriale, Elona quimperiana, Geomalacus maculosus, rădașcă (Lucanus cervus)
- reptile (2): Iberolacerta monticola, Lacerta schreiberi

Pe lângă speciile protejate, pe teritoriul sitului au mai fost identificate 3 specii de amfibieni, 2 specii de mamifere, 3 specii de reptile.